# 벽면녹화

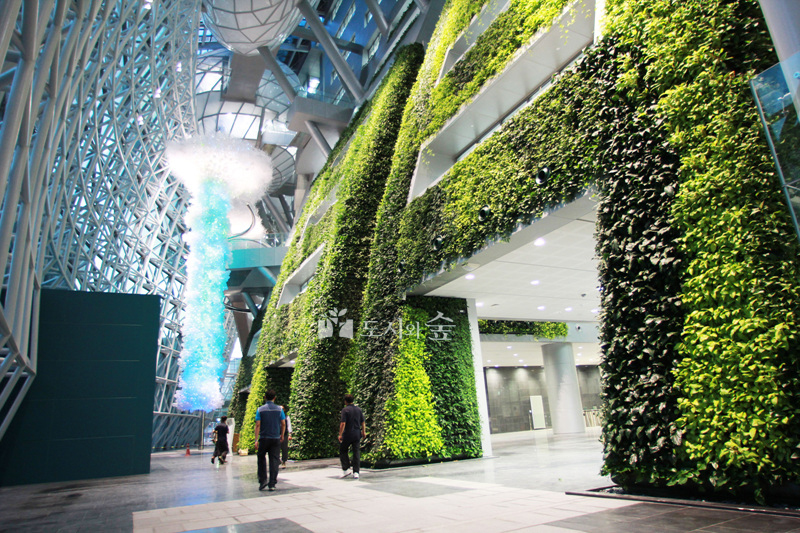

벽면녹화란 건물의 담장이나 외곽구조물의 벽면, 도로옹벽, 하천호안, 교량교각 등의 토목구조물 벽면, 더불어 실내의 자립벽면등 여러 마감재로 되어있는 구조물의 수직벽면을 다양한 식물로 뒤덮는 것을 말한다.

## 같이 보기
- 그린월